# R.C. Pro-Am II
R.C. Pro-Am II es un videojuego de carreras desarrollado por Rare y lanzado por Tradewest para el Nintendo Entertainment System el 11 de diciembre de 1992. El juego es la secuela de 1988 R.C. Pro-Am y presenta una jugabilidad similar con una variedad más amplia de pistas, mejoras de vehículos y armas basadas en la moneda y etapas de bonificación. En R.C. Pro-Am II, cuatro jugadores, ya sea de inteligencia humana o artificial, corren en una serie de pistas para terminar primero, evitando obstáculos y peligros. El ganador recibe puntos de carrera y dinero. El juego presenta un modo multijugador en el que hasta cuatro jugadores humanos pueden competir entre sí simultáneamente.
Los revisores elogiaron las características y la variedad adicionales de la secuela, mientras que otros encontraron su juego poco original en comparación con el original y sus contemporáneos. Los críticos elogiaron el modo multijugador, que algunos dijeron que era una razón solo para comprar el juego. El juego fue lanzado en la compilación de Rare de 2015 Rare Replay para Xbox One.

## Jugabilidad
R.C. Pro-Am II es un videojuego de carreras en el que cuatro vehículos compiten en una serie de 24 pistas diferentes: ocho pistas de carreras estándar, ocho pistas de "paisaje urbano" y ocho pistas de campo a través. El nivel de dificultad aumenta entre cada tipo de curso. Los jugadores deben navegar alrededor de los obstáculos del curso para terminar la carrera. En el modo de un solo jugador, los jugadores compiten contra tres oponentes de inteligencia artificial. El juego también tiene un modo multijugador en el que hasta cuatro jugadores humanos pueden competir entre sí. El objetivo de cada carrera es terminar en los tres primeros lugares para recibir puntos y dinero, que se utiliza para mejorar los vehículos y comprar armas. Los tres primeros clasificados están calificados para participar en la próxima carrera, mientras que otros jugadores deben usar una continuación. El juego termina cuando los jugadores agotan sus continuaciones.
Los jugadores dirigen con la tecla direccional, aceleran con un botón y disparan sus armas con el otro. Antes de cada carrera, los jugadores pueden usar el dinero ganado en carreras anteriores para comprar mejoras de rendimiento del vehículo y armas, que se pueden usar en otros competidores. Las mejoras y las armas incluyen lo siguiente: motores (velocidad aumentada); neumáticos (mejor giro); misiles, bombas y "haces congelados"; y buckshots (robar el dinero de los oponentes). Otros bienes adquiribles incluyen municiones adicionales. Los jugadores pueden ahorrar dinero para comprar mejoras mejores y más caras más adelante en el juego. Los jugadores también pueden recoger cartas que deletrean "PRO AM II" que están dispersas en la pista. Al finalizar la colección, el jugador recibe un vehículo nuevo y más rápido con controles más estrictos. El terreno de la pista varía, incluidos los entornos de invierno, las encrucijadas y los ríos. Rastrea peligros como el agua, las bombas, el barro, el hielo, las crestas, el petróleo y los aviones que lanzan bombas disminuyen la velocidad del jugador. El juego incluye dos tipos de etapas de bonificación (tirón de guerra y carrera de aceleración) que otorgan puntos de carrera y dinero en efectivo.

## Recepción
R.C. Pro-Am II fue desarrollado por Rare y publicado por Tradewest. Fue lanzado para el Nintendo Entertainment System en diciembre de 1992. Nintendo Power elogió los controles y las opciones de actualización del juego, lo que hizo que el juego fuera estratégico. La revista criticó la dificultad como injusta, con peligros en los aviones que no dieron a los jugadores tiempo de reacción para esquivar los ataques. Nintendo Magazine System elogió el juego en general y su multijugador en particular, pero consideró que había mejores juegos disponibles. En 1993, GamePro dijo que el juego era mejor que su predecesor, pero observó que los gráficos y el sonido podrían haber sido mejores. Jeuxvideo.com apreció que los autos de la secuela tuvieran mejor tracción, pero pensó que el juego no estaba refinado técnicamente, considerando sus pocos avances dentro de cuatro años. Por ejemplo, criticaron a Rare por reciclar el audio del juego original. En 1994, Game Players tuvo grandes elogios por el multijugador del juego, los efectos de sonido chillones, el manejo del vehículo y el valor de repetición. Criticaron su falta de música en el juego y los indicadores de armas actuales, y lucharon para anticipar los giros en la pista desde la perspectiva del juego.
La revista de retrogaming Retro Gamer dijo que R.C. Pro-Am II no era sustancialmente diferente de su predecesor. Encontraron la mecánica de juego de carreras similar a las características de actualización. El revisor agregó que los jugadores esperaban más, especialmente para un título que se lanzó cinco años después del original. También señaló que si bien el modo de un solo jugador era "pasable", el modo multijugador fue lo que hizo que el juego se destaque por sí solo, proporcionando "un juego excelente a pesar de su falta de originalidad".
R.C. Pro-Am II fue nombrado el mejor juego NES de Nintendo Power de 1993 en Battletoads & Double Dragon y Kirby's Adventure. La revista acreditó los excelentes controles del juego y la variedad de cursos. R.C. Pro-Am II se incluye en Rare Replay, una compilación de 30 títulos de Rare, lanzado en Xbox One el 4 de agosto de 2015.